# Wadi Ham
El Wadi Ham (en árabe: وادي حام‎, romanizado: Wādī Ḥām), es un valle o río seco, con caudal efímero o intermitente, que fluye casi exclusivamente durante la temporada de lluvias, situado al noreste de los Emiratos Árabes Unidos, en los emiratos de Fuyaira y Ras al-Jaima.
Forma su propia cuenca hidrográfica que, teniendo en cuenta las subcuencas del wadi principal (Wadi Ham, 90 km²), y de sus afluentes y subafluentes, abarca un área aproximada de 195 km², limitando al norte y al oeste con la divisoria de la cadena montañosa que separa la vertiente hidrográfica del Golfo Pérsico de la vertiente hidrográfica del Golfo de Omán, y con las cuencas del Wadi Madha y del Wadi Safad. Al sur limita con la cuenca hidrográfica del Wadi Farfar.
Es categóricamente errónea la información según la cual el Wadi Ham nace en las cercanías de la ciudad de Adhan / Adhen, en la Llanura de Jiri. Esta falsa información procede de la obra del diplomático e historiador británico John Gordon Lorimer, publicada en 1908 Gazetteer of the Persian Gulf, Oman and Central Arabia, reproducida posteriormente en un documento de 1934, que se custodia en los Archivos Nacionales del Reino Unido, titulado Persian Gulf and Arabian Coast: valleys, y en algunos medios actuales, a pesar de haber sido desmentida por los numerosos estudios hidrográficos publicados en relación con el Wadi Ham.
Un simple vistazo a la geografía de Emiratos Árabes Unidos nos permite comprobar que tanto la ciudad de Adhan, como la Llanura de Jiri (situados aproximadamente a una altitud de solo 100 m s. n. m.) y algunos otros pueblos que se mencionan en la obra de referencia, se encuentran al oeste de la línea divisoria de las aguas, mientras que el curso del Wadi Ham, que nace en las montañas, vierte hacia el este de la divisoria, para desembocar en el Golfo de Omán.
En su parte noroccidental, el Wadi Ham comprende zonas de montaña del área del Jabal Masafi (1.134 m s. n. m.), caracterizada por valles estrechos, con canales distintivos en el relleno aluvial y flancos empinados a lo largo de los picos circundantes. El punto más elevado se encuentra a (1.109 m s. n. m.), aproximadamente.
Hacia el este, en los alrededores de la ciudad de Fuyaira, la parte inferior de la cuenca forma una terraza fluvial o llanura aluvial de grava, de figura triangular, que se ensancha hacia el mar y drena las montañas circundantes. Unas pocas colinas se encuentran dispersas en diferentes partes del wadi y lo subdividen en zonas comunicantes.

## Al Bithnah. Ciudad y fuerte
De las ciudades, pueblos y pequeñas aldeas diseminados a lo largo de la cuenca hidrográfica del Wadi Ham, destaca la presencia de Al Bithnah, situada en un enclave estratégico, entre la ciudad de Fuyaira y Masafi, en medio de una antiquísima ruta comercial que seguía el curso del Wadi Ham y permitía la comunicación entre las poblaciones de la costa del Golfo de Omán y los pueblos del interior.

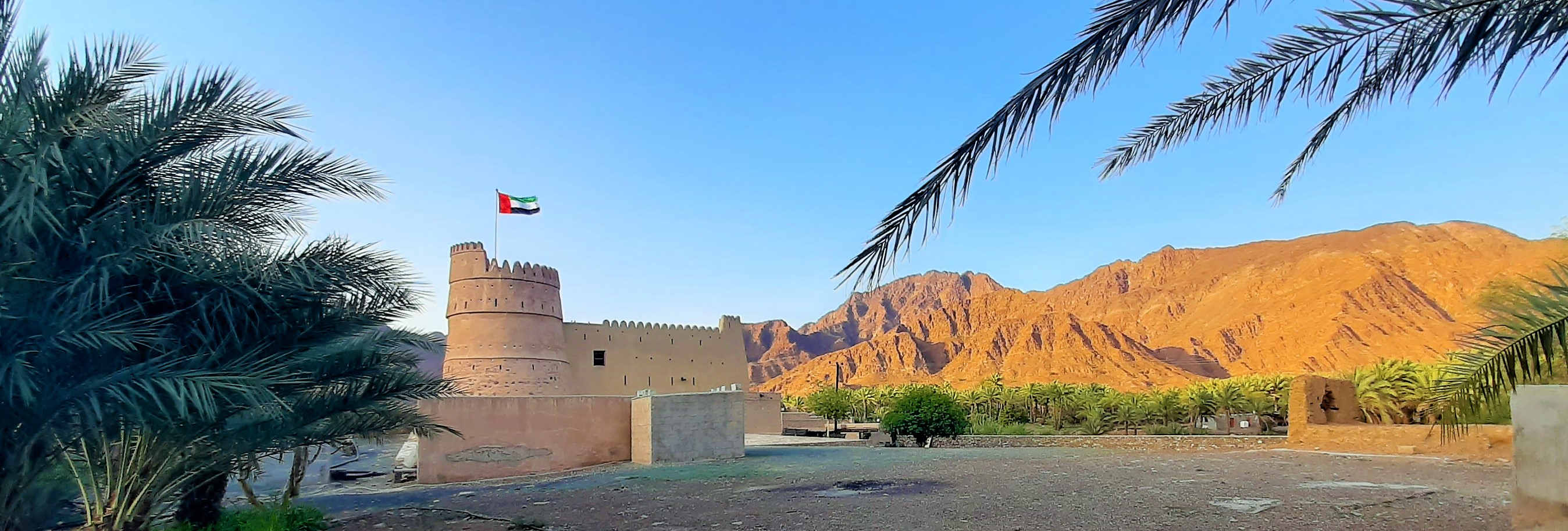
Fuerte de Al Bithnah

El pueblo alberga un importante fuerte de piedra y adobe, el Fuerte de Al Bithnah, y una tumba megalítica poco conocida.
Se cree que el fuerte de Al Bithnah data de finales del siglo XVIII y que se construyó a raíz de las incursiones del movimiento wahabí, a principios del siglo XIX.

## Pozos, presas y embalses

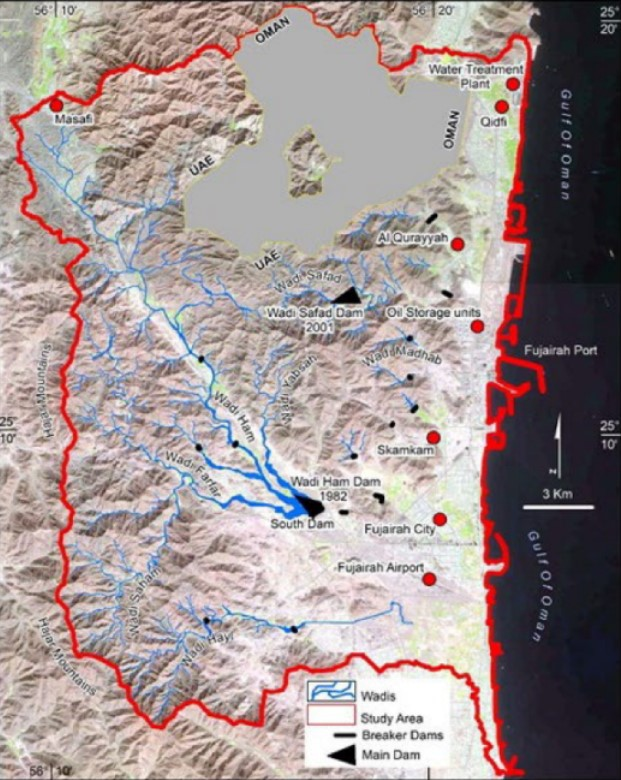
Wadi Ham - Mapa - Zonas con mayor riesgo de sufrir inundaciones, en la región árida próxima a la ciudad de Fuyaira (EAU)

Se han construido numerosos pozos en la cuenca de Wadi Ham, para riego y usos domésticos.
El riego se utiliza en las áreas de cultivo, principalmente a lo largo de los afluentes del wadi y en las áreas agrícolas más grandes cerca de la costa. 
En general, la demanda de agua para usos domésticos y agrícolas está aumentando, mientras que la calidad y la cantidad de los suministros utilizables existentes está disminuyendo, y como viene ocurriendo en otros muchos wadis de Emiratos, el Wadi Ham ha sufrido problemas de intrusión salina en la zona del litoral, que ha afectado negativamente a los sistemas agrícolas costeros.

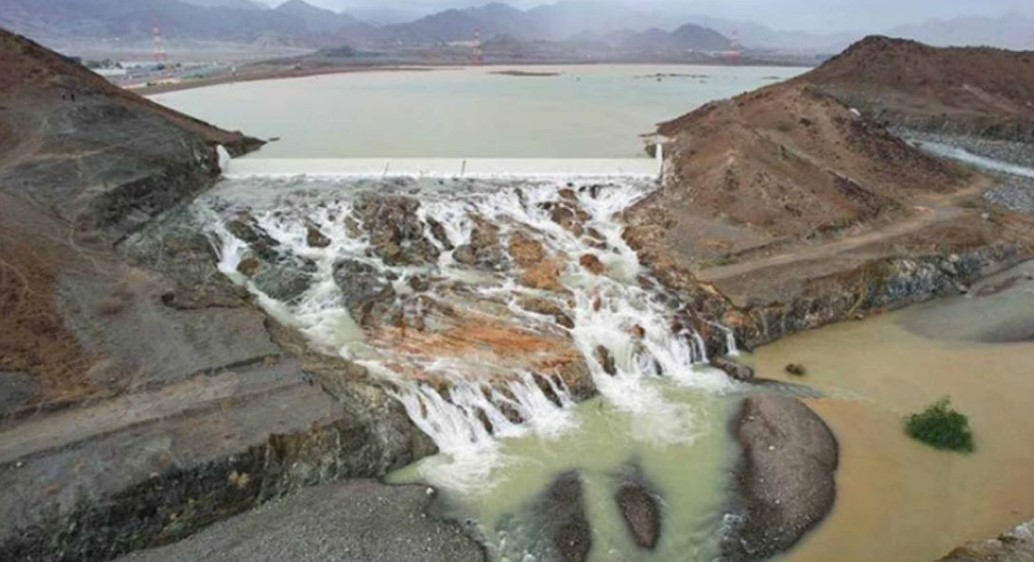
Desbordamiento de la presa sur del Wadi Ham durante las inundaciones de julio de 2022

Por otra parte, para prevenir el peligro de inundaciones repentinas y aumentar el potencial de recarga de aguas subterráneas, se construyó en 1982, en el cauce del Wadi Ham, próximo a la ciudad de Fuyaira, una presa con estructura de tierra y relleno de roca, de 16 metros de altura, con un embalse de 1 km² y capacidad de 7,7 millones de metros cúbicos, denominada Wadi Ham Dam (1) (coordenadas: 25°8′18″N, 56°16′54″E).
Entre 2001 y 2002 se construyeron varias presas más pequeñas, una de ellas, denominada Wadi Ham Dam (16B), en la localidad de Al Bithnah (coordenadas: 25°11'44.9"N 56°13'54.8"E), con 4,15 m de altura y un embalse con capacidad de 0,042 millones de metros cúbicos; otra denominada Wadi Ham Dam (16C) a 4,5 km aguas abajo de la anterior (coordenadas: 25°11'44.9"N 56°13'54.8"E), con 4,1 m de altura y un embalse con capacidad de 0,069 millones de metros cúbicos; y en la ciudad de Fuyaira, como complemento de la primera, la denominada Wadi Ham Dam (16D) (coordenadas: 25°11'44.9"N 56°13'54.8"E), con 6,5 m de altura y un embalse con capacidad de 1,5 millones de metros cúbicos; y finalmente, un dique de 10 m de altura para la protección del Aeropuerto Internacional de Fuyaira.

## Toponimia
Nombres alternativos: Wādī Ḥām, Wādī Hām, Wādī Ḩām.
Los nombres del Wadi Ham y sus afluentes, quedaron registrados en la documentación y mapas elaborados entre 1950 y 1960 por el arabista, cartógrafo, militar y diplomático británico Julian F. Walker, durante los trabajos efectuados para el establecimiento de fronteras entre los entonces denominados Estados de la Tregua, completados posteriormente por el Ministerio de Defensa del Reino Unido, en mapas a escala 1:100.000 publicados en 1971.
En el Atlas Nacional de Emiratos Árabes Unidos consta con la grafía Wādī Ḥām (en árabe: وادي حام‎).

## Población
Toda el área próxima al Wadi Ham estuvo poblada principalmente por la tribu Sharqiyin, repartida entre las zonas tribales de Julayjilah, y Zuyud, con algunas áreas correspondientes a las tribus Naqbiyin, Mazari y otras.